# Plestiodon popei
Espèce
Synonymes
- Eumeces popei Hikida, 1989

Plestiodon popei est une espèce de sauriens de la famille des Scincidae.

## Répartition
Cette espèce est endémique de la province du Fujian en République populaire de Chine.

## Étymologie
Cette espèce est nommée en l'honneur de Clifford Hillhouse Pope.

## Publication originale
- Hikida, 1989 : A new species of Eumeces (Lacertilia: Scincidae) from Fujian Province, China. Copeia, vol. 1989, no 1, p. 89-94.